# Адаптация (биология)
Биологи́ческая адапта́ция (лат. adaptatio — «приспособление») — приспособление организма к внешним условиям в процессе эволюции, включая морфофизиологическую и поведенческую составляющие. Адаптация может обеспечивать выживаемость в условиях конкретного местообитания, устойчивость к воздействию факторов абиотического и биологического характера, а также успех в конкуренции с другими видами, популяциями, особями. Каждый вид имеет собственную способность к адаптации, ограниченную физиологией (индивидуальная адаптация), пределами проявления материнского эффекта и модификаций, эпигенетическим разнообразием, внутривидовой изменчивостью, мутационными возможностями, коадаптационными характеристиками внутренних органов и другими видовыми особенностями.
Приспособленность живых существ к естественным условиям внешней среды была осознана людьми ещё в античные времена. Вплоть до середины XIX века это объяснялось изначальной целесообразностью природы. В теории эволюции Чарльза Дарвина было предложено научное объяснение адаптационного процесса на основе естественного отбора.
Адаптации видов в рамках одного биоценоза зачастую тесно связаны друг с другом (одним из наиболее поразительных примеров межвидовой коадаптации является жёсткая привязка строения органов некоторых видов цветковых растений и насекомых друг к другу с целью опыления и питания). Если адаптационный процесс у какого-либо вида не находится в равновесном состоянии, то эволюционировать может весь биоценоз (иногда — с негативными последствиями) даже в стабильных условиях окружающей среды.

## Проблема определения адаптации
Философ Ю. Урманцев указывает на то, что по объёму и содержанию «адаптация» — понятие не только междисциплинарное, но и весьма сложное. Он обращает внимание на недостатки определений, предлагаемые энциклопедиями, а именно:
1. Тавтологичность и отсутствие указаний на существенные и специфические признаки, которые бы выделяли именно адаптацию ;
2. Охватывание определением «адаптация», как правило, только одного (обычно медико-биологического) вида адаптации из, во много раз большего, числа существующих;
3. Вызванное этим отсутствие корректного определения вообще, а тем самым и методологических указаний о возможных путях развития учения об адаптации.

Процесс развития жизни на земле предполагает наличие адаптации у организмов. Начинается эта адаптация с самых примитивных видов — приспособления к окружающей среде и к существующим условиям. Возникновение и выживание организмов возможно только при соответствии организмов окружающей среде. Выживают те организмы, которые вырабатывают лучшие формы своего сохранения. Их развитие, переход организмов на более высокую ступень обусловлены необходимостью адаптации. Таким образом, эволюция и адаптация суть процессы, неотделимые друг от друга.
Под адаптацией можно понимать так же способность любой системы получать новую информацию для приближения своего поведения и структуры к оптимальным. Системы адаптивны, если при изменении в их окружении или внутреннем состоянии, снижающем их эффективность в выполнении своих функций, они реагируют или откликаются, изменяя своё собственное состояние или состояние окружающей среды так, чтобы их эффективность увеличилась. Термин адаптация можно рассматривать в трех аспектах:
1. Адаптация как свойство системы приспосабливаться к возможным изменениям функционирования — система адаптации;
2. Адаптация как сам процесс приспособления адаптивной системы — собственно, адаптация;
3. Адаптация как метод, основанный на обработке поступающей информации и приспособленный для достижения некоторого критерия оптимизации — адаптационные алгоритмы.

В более широком смысле, адаптациями в биологии называют возникновение и развитие определенных, конкретных морфофизиологических свойств, значения которых для организма связаны с теми или иными общими или частными условиями его абиотической и биотической среды.

### Адаптация как адаптационный ответ
Адаптация как адаптационный ответ, может осуществляться на различных уровнях:
1. На уровне клетки в виде функциональных или морфологических изменений;
2. На уровне органа или группы клеток, имеющих одинаковую функцию;
3. На уровне организма как морфологического так и функционального целого, представляющего собой совокупность всех физиологических функций, направленных на сохранение витальных функций и самой жизни.

С учетом этого H. Hensel выделяет различные уровни адаптационных процессов:
1. Привыкание — начальный процесс адаптации под влиянием кратковременного воздействия стрессора,
2. Функциональную адаптацию — продолжительное состояние, возникающее под влиянием определенных раздражителей, приводящих к физиологическим изменениям гомеостаза человека,
3. Трофо-пластическую адаптацию — дальнейшая ступень адаптационных процессов, не принадлежит к терапевтической области реабилитационной медицины, так как при ней наступают морфологические изменения органов и систем человеческого организма.

Главное содержание адаптации, по мнению Т. Пилат, — это внутренние процессы в системе, которые обеспечивают сохранение её внешних функций по отношению к среде. Если структура системы обеспечивает ей нормальное функционирование в данных условиях среды, то такую систему следует считать адаптированной к этим условиям. На этой стадии устанавливается динамическое равновесие, при котором происходит изменение физиологических показателей в границах нормы. Организм клинически здорового человека с высокими адаптивными способностями обладает значительным потенциалом саморегуляции и самовосстановления. Для поддержания здоровья ему достаточно вести здоровый образ жизни, соблюдать принципы сбалансированного питания.
При этом, по мнению Ю. Малова, здоровье или норма — состояние относительно стабильное, но оно не может сохраняться в течение всей жизни, ибо в природе не существует абсолютно адаптированных к данной среде индивидов. Длительное пребывание в одних и тех же условиях всё же рано или поздно приведет к развитию какой-либо болезни, которая является механизмом элиминации индивида.

## История представлений об адаптации в биологии и медицине
«Биологическая адаптивность и есть жизнь». Ганс Селье

### В философских предпосылках
В античности Фалес Милетский, Парменид, Демокрит, Гиппократ, Платон, Аристотель, Плутарх, Гален, Флавий Ренат Вегеций, а также позже Авиценна в том или ином виде замечали и указывали, что заболевания, поведение и некоторые другие виды психической деятельности зависят от внешних факторов, внешней среды окружающей человека.
Парацельс — считал, что все органические функции вызваны действием единого универсального «жизненного принципа». Если деятельность «жизненного принципа» внутри формы происходит нормальным и регулярным образом, который не нарушают никакие препятствия (в том числе и внешние), такое состояние называется здоровьем. Если же его деятельность по какой-либо причине нарушается или если он действует ненормально или нерегулярно, такое состояние называется болезнью.
Мишель Монтень писал: «Мы знаем по опыту, что на нас оказывает влияние воздух, климат, земля того места, где мы родились; причем они влияют не только на цвет нашей кожи, на наш рост, телосложение и осанку, но и на наши душевные качества. Люди меняют свой нрав, если их переселить в другое место, совершенно так же, как и деревья».

### В теориях эволюции
Тем не менее, научное обоснование идей адаптации разрабатывалось медленнее, чем философские воззрения и эмпирические знания на этот счёт и кардинально не менялось практически до 1809 года, когда французский естествоиспытатель Жан Батист Ламарк создал первое целостное учение об эволюции живой природы, основные идеи которого были изложены в «Философии зоологии».
На основе законов Ламарка сложилось направление, обычно называемое ламаркизмом или неоламаркизмом, а более точно эктогенезом — эктос — внешний (греч.), эктогенез — эволюция под действием внешних сил. В рамках этого направления эволюция рассматривалась как адаптивный процесс, основанный на всеобщем свойстве живых существ — «наследовании благоприобретённых свойств» (признаков). Следовательно, приспособленность рассматривалась как причина, а не результат эволюции. Единицей эволюции в рамках эктогенеза, является потомство родителей, которые передали своим потомкам результаты «упражнения или неупражнения органов», то есть череда поколений.
Дальнейшее развитие вопросы влияния внешней среды на человека получили в трудах английского естествоиспытателя, создателя теории эволюции Чарльза Роберта Дарвина. В 1859 году он выпустил книгу «Происхождение видов путём естественного отбора или сохранение благоприятствуемых пород в борьбе за жизнь», в которой было показано, как развивались все виды живого, согласно выдвинутому им положению о «выживании наиболее приспособленных».
Дарвин рассматривал приспособление (адаптацию) лишь в качестве средства для выживания. Согласно дарвинизму, эволюция представляет собой процесс адаптации организмов к условиям окружающей среды, причем приспособленность организмов является результатом эволюции.

### В физиологии
Во многом идеи К. Бернара получили продолжение в работах физиолога Ивана Петровича Павлова и американского ученого Уолтера Брейдфорда Кеннона.
Уолтер Кеннон, ввел в 1932 году в физиологию понятие гомеостаз считая, что постоянство внутренней среды организма поддерживается благодаря симпатической нервной системе и гормонам.
Категория поведения как особой формы саморегуляции жизни складывалась у И. П. Павлова (по образцу учения К. Бернара о гомеостазе), то есть об основных константах (давлении, температуре и др.), которые удерживают эту систему в стабильном состоянии в крайне неустойчивой внутренней среде. И. П. Павлов применил эту идею к взаимоотношениям организма с ещё более неустойчивой, непредсказуемой средой — внешней. Открытые им условно-рефлекторные механизмы служили достижению «уравновешивания» организма с этой средой.
Павловская трактовка рефлекса также имела четко выраженную гомеостатическую направленность и во многом базировалась на биодетерминизме К. Бернара, но не ограничивалась идеями гомеостаза. Известный американский физиолог Ч. Брукс отмечал: «Понятие об условном рефлексе предполагает появление длительных адаптивных изменений и даже включенность вегетативной системы».

#### Связь с условным рефлексом
Условный рефлекс в трактовке И. П. Павлова, в первую очередь, — реакция адаптивного характера. И. П. Павлов уже в 1903 году в своей программной речи «Экспериментальная психология и психопатология на животных», на Международном медицинском конгрессе в Мадриде, впервые оповестил об открытии условных рефлексов, представив их как воплощение общебиологического закона приспособления организма к среде. В этом феномене, подчеркивал он, нет «ничего… кроме точной связи элементов сложной системы между собой и всего их комплекса с окружающей обстановкой». Он говорил тогда же: «К сожалению, мы не имеем до сих пор чисто научного термина для обозначения этого основного принципа организма — внутренней и внешней уравновешенности его». Через несколько десятков лет У. Кеннон изобрел этот термин, назвав «уравновешенность» гомеостазом. «Как часть природы, каждый животный организм представляет собою сложную обособленную систему, внутренние силы которой каждый момент, покуда она существует, как таковая, уравновешиваются с внешними силами окружающей среды. Чем сложнее организм, тем тоньше, многочисленнее и разнообразнее элементы уравновешивания. Для этого служат анализаторы и механизмы как постоянных, так и временных связей, устанавливающие точнейшие соотношения между мельчайшими элементами внешнего мира и тончайшими реакциями животного организма. Таким образом, вся жизнь от простейших до сложнейших организмов, включая, конечно, и человека, есть длинный ряд все усложняющихся до высочайшей степени уравновешиваний внешней среды».
И. П. Павлов и У. Кеннон, в своих работах переходили к поведению целостного организма, то есть к особому типу его взаимодействия со средой. Ведь и условные рефлексы, и эмоции страха и ярости, ставшие (наряду с болью и голодом) главным объектом направления кенноновских исследований, выступают в качестве реакций, которые носят особый интегральный характер. Они даны в системе «организм — среда» и не могут быть объяснены вне её. Это не значит, что великий принцип единства организма и среды действует в полную силу лишь с переходом к условнорефлекторным и эмоциональным регуляциям. Речь идет о различных формах реализации этого принципа. Он выступает на многих уровнях: молекулярном, энергетическом, химическом, а также на уровнях функционирования различных физиологических и психологических систем. В условном рефлексе как поведенческом акте задействован физиологический механизм (по И. П. Павлову — кора и ближайшая к ней подкорка), но он становится поведенческим только тогда, когда в нём представлены условия среды в виде различаемых мозгом внешних (средовых) раздражителей, играющих роль сигналов.
Множество операций, проведенных в кенноновской школе над животными, доказали, что внешне наблюдаемые признаки поведения, которые можно назвать эмоциональными, порождаются глубинными сдвигами в нейрогуморальных процессах. Эти сдвиги готовят организм к критическим ситуациям, которые требуют повышенной траты энергии, снятия усталости, предотвращения кровопотери и т. п. На одном из докладов о своих открытиях У. Кеннон сообщил, что благодаря выбрасываемому в кровь при сильных эмоциях адреналину в числе других его «мобилизационных» эффектов происходит увеличение в крови поступающего к мышцам сахара.
У. Кеннон в поисках нового языка для обсуждения эмоционального поведения нашёл его у И. П. Павлова. Поведение трактуется им в терминах рефлексов — безусловных и условных. Главная эмоция для У. Кеннона отныне не что иное, как безусловный рефлекс. Картина поведения таламического, лишенного высших нервных центров, животного свидетельствует, согласно У. Кеннону, в пользу положения о том, что эмоция в её внешнем выражении является сложным безусловным рефлексом. Кеннон писал: "Жизнь избегает грубых аритмичных, неуправляемых взрывов. Небольшие изменения, маленькие химические реакции при умеренной температуре дают организму сопротивляемость крепче стали и направляются с точностью и тонкостью, не свойственной технике термитов. В этом «великая мудрость организма».

#### Саморегуляция
И. П. Павлов в общей форме выдвинул принцип саморегуляции при исследовании деятельности сердца и кровообращения, а позднее распространил его на деятельность организма в целом. В работе «Ответ физиолога психологам» (1932) он отметил: «Человек есть, конечно, система (грубо говоря, — машина), как и всякая другая в природе, подчиняющаяся неизбежным и единым для всей природы законам, но система, в горизонте нашего современного видения, единственная по высочайшему саморегулированию…». Помимо учения о высшей нервной деятельности, определившего «принцип нервизма» Павлов обратил внимание на ферменты назвав их «возбудителями жизни». По представлению И. П. Павлова (1949), «животный организм как система существует среди окружающей природы только благодаря непрерывному уравновешиванию этой системы на падающие на неё извне раздражения».
Таким образом, английская мысль внесла идею адаптации к среде внешней, как задаче, непрерывно решаемой организмом, французская мысль — идею саморегуляции процессов в этом организме, а русская — категорию поведения как особой формы саморегуляции жизни, что прекратило длившиеся многие годы прошлого столетия споры между «нервистами» и «гуморалистами», представляющие ныне лишь исторический интерес.

## Адаптация и стресс
Ганс Селье вводит в медицинскую практику термин стресс. Он писал: «я впервые „наткнулся“ на идею стресса и общего адаптационного синдрома в 1925 году». Каждую составляющую своего определения Селье пояснил так: общий — потому что к стрессу приводят факторы, которые, воздействуя на разные области организма, в итоге способны вызвать общую системную защиту; адаптационный — потому что это явление как бы закрепляется, приобретает характер привычки; синдром — потому что его отдельные проявления частично взаимозависимы. Позже (в 1931—1932 г.) он назвал стресс неспецифической реакцией организма на любые раздражители. Представление о стрессе касается всех людей, больных и здоровых, преуспевающих и неудачливых, и всех сторон жизни. «Удалось показать, что стресс представляет собой скорость изнашивания человеческого организма, сопровождает любую жизнедеятельность и соответствует в определённом смысле интенсивности жизни. Он увеличивается при нервном напряжении, телесных повреждениях, инфекциях, мышечной работе или любой другой напряженной деятельности и связан с неспецифическим защитным механизмом, увеличивающим сопротивляемость к стрессовым факторам, или „стрессорам“. Важной частью этого защитного механизма является повышенное выделение гипофизом так называемого адренокортикотропного гормона (АКТГ), который, в свою очередь, стимулирует выработку кортикоидов корой надпочечников.
Синдром стресса, или, иначе, общий адаптационный синдром (ОАС), проходит три стадии:
1. „реакция тревоги“, во время которой мобилизуются защитные силы. Её биологический смысл заключается в том, что организм в кратчайшие сроки должен получить дополнительную, „аварийную“ энергию для того, чтобы максимально обеспечить условия для быстрого спасения от грозящей беды или даже гибели. Да, для организма это, безусловно, реакция энергозатратная — что для него в перспективе, конечно, плохо, — но иного выхода в данный момент нет. Ведь речь идет о спасении в целом.
2. „стадия устойчивости“ отражающая полную адаптацию к стрессору. Крайне важно и то, что на этой стадии общие энергозатраты организма становятся меньше, чем на первой стадии: организм частично уже приспособился жить под давлением стрессирующего фактора — как бы отследил его. Если стрессирующий фактор действует сильно и длительно, то постепенно развивается следующая, третья стадия.
3. „стадия истощения“, которая неумолимо наступает, если стрессор оказывается достаточно силён и действует достаточно долгое время, поскольку „адаптационная энергия“, или приспособляемость живого вещества всегда конечна»[15]. Результат на этой стадии — устойчивость организма к внешним воздействиям резко снижается. То есть база для возможного развития патологии на клиническом уровне уже создана.

По мере формирования устойчивой адаптации нарушения гомеостаза, составляющие стимул стресс-симптома постепенно исчезают, как и сам стресс-симптом, сыграв свою важную роль в становлении адаптации. Это состояние между стрессом (агрессией) и адаптацией служит доказательством того, что стресс сложился в процессе эволюции как необходимое неспецифическое звено более сложного целостного механизма адаптации. Полная свобода от стресса, как считал Селье, означала бы смерть. В 1982 году Селье определил стресс как совокупность стереотипных филогенетических запрограммированных реакций организма, которые вызываются любыми сильными, сверхсильными, экстремальными воздействиями и сопровождаются перестройкой адаптивных сил организма..
По признанию Г. Селье, он заимствовал у И. П. Павлова очень многое. То, что Павлов трактовал с точки зрения нервной системы, он перевел на язык и термины гуморальной системы. Павлов указывал, что организм как целое непрерывно адаптируется к окружающей среде. Эту идею целостности и адаптации Селье почерпнул у Павлова, и это было положено в основу теории стресса. То, что внешние воздействия приводят только к расходу и исчерпанию адаптационных возможностей, в течение многих лет было убеждением Г. Селье, которое он лаконично формулировал как «wear and tear». Это убеждение основывалось на том, что он использовал преимущественно сильные патогенные воздействия.
Концепции о существовании генетически предопределённого потенциала роста берут начало от А. Вейсмана, который считал, что зигота обладает способностью осуществлять определённое и ограниченное число делений клеток, после чего развивающийся организма обрекается на старение и смерть. Немецкий физиолог и гигиенист Макс Рубнер (М. Rubner) (1854—1932) в связи с представлениями Вейсмана обосновал понятие о генетически предопределённом энергетическом фонде, который у всех видов млекопитающих, за исключением человека почти одинаков. Концепцию Рубнера и вытекающее из неё представление об онтогенезе, как о раскручивании пружины в заведенных часах, и развил «Селье в учении о стрессе и о предопределённом фонде „адаптивной энергии“, сравнивая его с банковым вложением, которое можно расходовать, но нельзя увеличивать». Во всех этих теориях речь идет о постепенном исчерпании некоего исходного потенциала (жизненной субстанции), приводящих живые организмы к состоянию равновесия. Развивая эти представления Ричард Перл пришёл к мысли, что старение и смерть — «расплата за преимущества» какие дают специализация и дифференциация клеток у многоклеточных организмов, в отличие от практически бессмертных одноклеточных этими качествами не обладающими..
«Стресс есть неспецифический ответ организма на любое предъявление ему требования. … С точки зрения стрессовой реакции не имеет значения, приятна или неприятна ситуация, с которой мы столкнулись. Имеет значение лишь интенсивность потребности в перестройке или в адаптации.»

## Измерение адаптированности
В результате обработки многолетних наблюдений при сравнительном анализе популяций и групп, находящихся в различных экологических условиях (на Крайнем Севере и в средних широтах Сибири), А. Н. Горбанем и Е. И. Смирновой под руководством ак. АМН СССР К. Р. Седова получен вывод: наибольшую информацию о степени адаптированности популяции к экстремальным или просто изменившимся условиям несут корреляции между физиологическими параметрами.
В типичной ситуации при увеличении адаптационной нагрузки уровень корреляций повышается, а в результате успешной адаптации — снижается. Показано, что этот эффект группового стресса связан с организацией системы факторов, действующих на группу.
Если система факторов организована в соответствии с принципом Либиха (монолимитирование) то с ростом адаптационного напряжения размерность облака точек, представляющего группу в пространстве физиологических параметров, снижается, растет сумма абсолютных величин коэффициентов корреляции и, в то же время, растет разброс этого облака — возрастают дисперсии.
Если происходит взаимное усиление давления различных факторов (синергичные системы), то, напротив, с ростом адаптационного напряжения размерность облака точек, представляющего группу в пространстве физиологических параметров, растет, падает сумма коэффициентов корреляции. Дисперсии в то же время возрастают — так же, как и в предыдущем случае.